# Manja (Mundemba)
Manja est un village du Cameroun, situé dans la Région du Sud-Ouest, à proximité de la frontière avec le Nigeria. Il est rattaché administrativement à la commune de Mundemba, dans le département du Ndian.

## Population
La localité comptait 44 habitants en 1953, 104 en 1968-1969, 116 en 1972, principalement des Bima du groupe Oroko.
Lors du recensement de 2005 on y a dénombré 846 personnes.